# Priolomopsis carinatus
Priolomopsis carinatus is een keversoort uit de familie somberkevers (Zopheridae). De wetenschappelijke naam van de soort werd in 1982 gepubliceerd door Roger Dajoz.